# رالف فریتسشه

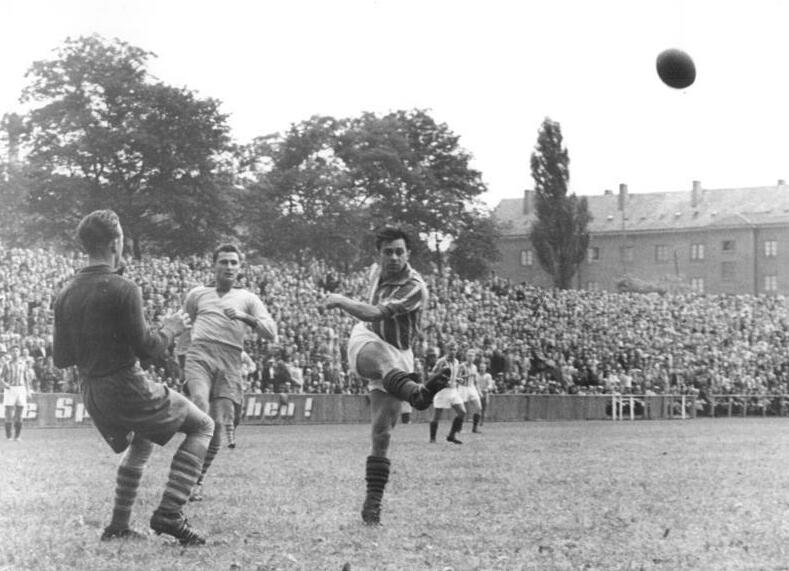

رالف فریتسشه (به آلمانی: Ralf Fritzsche) بازیکن فوتبال و مهاجم اهل آلمان شرقی بود که از سال ۱۹۵۵ میلادی عضو تیم ملی فوتبال آلمان شرقی بوده‌است. وی در ۲ بازی ملی حضور داشته و در بازی‌های ملی‌اش گلی به ثمر نرساند. رالف فریتسشه آخرین بازی ملی خود را در سال ۱۹۵۵ میلادی انجام داد.